# Rüdiger Henning
Rüdiger Henning (* 5. November 1943 in Berlin; † 2. Oktober 2024 ebenda) war ein deutscher Ruderer. 1968 wurde er Olympiasieger im Achter.

## Leben
Der Ruderer von der Ruder-Union Arkona Berlin gewann 1965 bei den Ruder-Europameisterschaften in Duisburg die Silbermedaille im Vierer mit Steuermann hinter dem Boot aus der Sowjetunion. Der deutsche Vierer startete in der Besetzung Rüdiger Henning, Ulrich Luhn, Peter Hertel, Peter Kuhn und Steuermann Uwe Trompler.

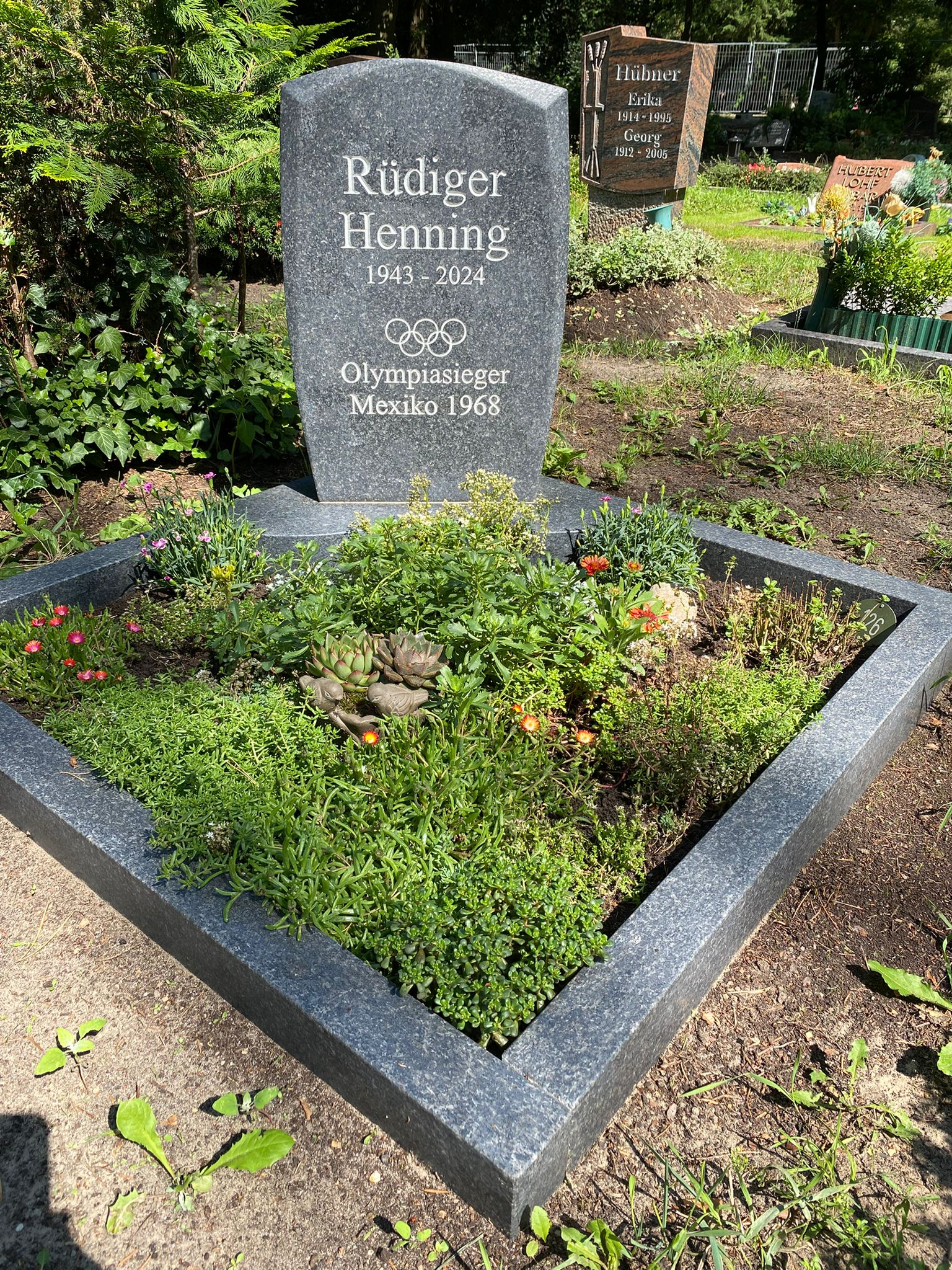
Grabstätte In den Kisseln

1966 wechselten alle außer dem Steuermann in den von Karl Adam trainierten Deutschland-Achter. Bei den Weltmeisterschaften in Bled trat der Achter in dieser Besetzung an: Horst Meyer, Dirk Schreyer, Michael Schwan, Ulrich Luhn, Peter Hertel, Rüdiger Henning, Lutz Ulbricht, Peter Kuhn und Steuermann Peter Niehusen. Dieses Boot verteidigte den Weltmeistertitel von 1962 erfolgreich mit einem Sieg vor den Achtern aus der UdSSR und der DDR. Für diese Leistung wurde ihm am 10. Mai 1967 das Silberne Lorbeerblatt verliehen.
Die Europameisterschaften 1967 fanden in Vichy statt. Der Deutschland-Achter startete in der Besetzung Horst Meyer, Dirk Schreyer, Rüdiger Henning, Ulrich Luhn, Wolfgang Hottenrott, Egbert Hirschfelder, Jörg Siebert, Roland Boese und Steuermann Gunther Tiersch. Dieser erneut kräftig umbesetzte Achter gewann bei den Europameisterschaften vor der Sowjetunion und den Gaststartern aus den USA. Es war der vierte Europameistertitel in Folge für den Deutschland-Achter.
1968 saß Rückkehrer Lutz Ulbricht für Ulrich Luhn im Deutschland-Achter. Horst Meyer, Dirk Schreyer, Rüdiger Henning, Wolfgang Hottenrott, Lutz Ulbricht, Egbert Hirschfelder, Jörg Siebert, Roland Boese und Steuermann Gunther Tiersch wurden gemeinsam Deutscher Meister, Hennings dritter Achter-Titel in Folge. Bei den Olympischen Spielen musste Roland Boese wegen Krankheit durch Niko Ott ersetzt werden und diese Besetzung gewann dann auch Gold vor den Australiern. Der Deutschland-Achter wurde 1968 zur Mannschaft des Jahres gewählt.
Rüdiger Henning verstarb wenige Tage vor Vollendung seines 81. Lebensjahres. Er wurde auf dem Friedhof In den Kisseln beigesetzt.